# Xiaonanxinbu

Holzapfel-Hain in Xiaonanxinbu

Xiaonanxinbu (chinesisch 小南辛堡镇, Pinyin Xiǎonánxīnbǔ Zhèn) ist eine Großgemeinde im Südosten des Kreises Huailai, Provinz Hebei, Volksrepublik China. Sie besitzt eine Fläche von 172 km² und hatte 2021 eine Bevölkerung von 18.541 Menschen. Die Großgemeinde hat eine ländliche Struktur (in der Aussprache „bǔ“ bedeutet 堡 „Dorf“). Es wird dort überwiegend Sibirischer Holzapfel angebaut; die auf gut 600 ha erzielte Erntemenge für die gesamte Großgemeinde lag 2021 bei rund 10.000 t. Der dort ebenfalls angebaute Kulturapfel kam bis 1976 bei Staatsbanketten auf den Tisch.

## Geschichte
Xiaonanxinbu („Kleines südliches Dorf des Xin-Clans“) existiert seit der Qin-Dynastie, es gehörte zur Kommandantur Shanggu (上谷郡). Der Verwaltungssitz des Kreises Juyang (沮阳县, der heutige Kreis Huailai) befand sich nahe dem Dorf Dagucheng („Große alte Stadt“). Zu Beginn des 15. Jahrhunderts, als die chinesische Hauptstadt von Nanjing nach Peking verlegt wurde und die Gegend einen wirtschaftlichen Aufschwung nahm, begannen die örtlichen Landwirte in großem Maßstab Sibirischen Holzapfel anzubauen, eine natürliche  Wildapfel-Hybride, die in dem Mikroklima am Nordrand des Yan-Gebirges besonders gut gedeiht.
Im August 1956 wurde die eigenständige Gemeinde Xiaonanxinbu gegründet, die aber zwei Jahre später, im August 1958, der Volkskommune Blumengarten zugeordnet wurde. Im Juni 1961 wurde das Gebiet dann unter dem Namen „Volkskommune Xiaonanxinbu“ (小南辛堡公社) wieder selbstständig. Im Rahmen der Reform- und Öffnungspolitik wurde die Volkskommune im Mai 1984 wieder in eine Gemeinde umgewandelt. Im April 1996 wurde die südlich angrenzende, tief im Yan-Gebirge liegende Gemeinde Waijinggou mit ihren umliegenden Dörfern der Gemeinde Xiaonanxinbu zugeschlagen, Waijinggou selbst wurde zum Verwaltungsdorf herabgestuft. 
Xiaonanxinbu seinerseits wurde im November 2002 zur Großgemeinde hochgestuft.

## Administrative Gliederung
Xiaonanxinbu setzt sich aus einer Einwohnergemeinschaft und 21 Dörfern zusammen. Diese sind:
| Einwohnergemeinschaft Shanggu Haitang (上谷海棠社区), Regierungssitz der Großgemeinde; Dorf Baizhuang (白庄村); Dorf Dagucheng (大古城村); Dorf Dingzhouying (定洲营村); Dorf Duanzhuang (段庄村); Dorf Guanzhuang (官庄村); Dorf Huazhuang (化庄村); Dorf Lijinggou (里井沟村); Dorf Longbaoshan (龙宝山村); Dorf Miaogang (庙港村); Dorf Nanyao (南窑村); | Dorf Shibajia (十八家村); Dorf Shidong (石洞村); Dorf Shuitou (水头村); Dorf Songpengsi (松蓬寺村); Dorf Tongzhuang (佟庄村); Dorf Waijinggou (外井沟村); Dorf Xiaogucheng (小古城村); Dorf Xiaonanxinbu (小南辛堡村); Dorf Xiaoqiying (小七营村); Dorf Xiaoshankou (小山口村); Dorf Xinzhuang (辛庄村). |

## Wissenschaft und Technik
Am Fuß des Yan-Gebirges befindet sich auf dem Gebiet des Verwaltungsdorfs Xiaoshankou die Raumfahrtindustriebasis Huailai (怀来航天产业基地) der Chinesischen Akademie für Weltraumtechnologie. Im März 2015 hatte die Firma mit der Kreisregierung von Huailai und der China Fortune Land Development AG, die den Luft- und Raumfahrtindustriepark Huailai baute, eine Absichtserklärung über eine Ansiedlung in besagtem Industriepark unterzeichnet. Ende Oktober 2015 fand die Grundsteinlegung für die Raumfahrtindustriebasis statt. Mit einer Investition von 8 Milliarden Yuan wurden auf einer Fläche von 253 ha eine Reihe von Gebäudekomplexen für die Erprobung von Fertigungsmethoden für Raumflugkörper sowie die Serienproduktion von Satellitentechnik und terrestrischen Anwendungen von Raumfahrttechnologien errichtet.
Im Juni 2019 wurde das Gelände um 15 ha erweitert. Das Forschungsinstitut für weltraumbezogenen Maschinenbau und Elektrotechnik Peking baute dort im Zusammenhang mit der Marsmission Tianwen-1 das „Mehrzweck-Versuchsgelände für Landungen auf fremden Himmelskörpern“ (地外天体着陆综合试验场), wo man mit an Seilen hängenden Raumsonden-Prototypen das Manövrieren und Landen unter reduzierter Schwerkraft erproben kann.
Hierbei handelt es sich um die größte derartige Anlage in Asien.
Im März 2018 beschloss die unter Platznot leidende Technische Universität Peking, einen zusätzlichen Campus zu errichten. Da sich nach der im Mai 2015 ins Leben gerufenen Strategie für die koordinierte Entwicklung der Metropolregion Jing-Jin-Ji (京津冀协同发展) unter anderem Universitäten mit ihrer Vielzahl von Studenten möglichst außerhalb der Hauptstadt ansiedeln sollten, um die dortige Infrastruktur zu entlasten, fiel die Wahl auf Xiaonanxinbu. Nach mehr als zweijähriger Planung war am 10. September 2020 Baubeginn für die 67 ha große Versuchsbasis Huailai (怀来试验基地). Mit einer Investition von 1 Milliarde Yuan wurden dort in einem ersten Bauabschnitt auf 37 ha Einrichtungen mit einer Gebäudenutzfläche von 30.000 m² gebaut, danach auf einer Fläche von 30 ha Wohnheime mit einer Gebäudenutzfläche von 200.000 m².
Auf dem Huailai-Campus (怀来校区) befasst man sich in enger Zusammenarbeit mit örtlichen Betrieben mit Wehrtechnik, vor allem mit sauberen Energiequellen für die Landesverteidigung, der Steuerung von Flugkörpern sowie der Verarbeitung von Massendaten.

## Verkehrsanbindung
Xiaonanxinbu wird im Süden von einem Ausläufer des Yan-Gebirges und im Norden vom Guanting-Speichersee begrenzt. Nordöstlich an der Stadt vorbei verläuft die Autobahn Peking–Lhasa (G6), die dort mit einer Brücke den Speichersee überquert. Die parallel dazu verlaufende Bahnstrecke Peking–Baotou hat im Gemeindegebiet keinen Halt. Die Einwohnergemeinschaft Shanggu Haitang, wo sich das Verwaltungszentrum befindet, liegt an der Kreisstraße 457, die das Gemeindegebiet in ost-westlicher Richtung durchquert.